# Kuma Miko
Kuma Miko (くまみこ) é um mangá japonês criado por Masume Yoshimoto, publicado pela Media Factory, na revista Monthly Comic Flapper. Desde maio de 2013, foram publicados 17 tankōbon. Os capítulos em japonês estão disponíveis gratuitamente na plataforma online ComicWalker da Kadokawa.
Em 9 de outubro de 2015, foi anunciada uma adaptação para anime, tendo como responsáveis os estúdios Kinema Citrus e EMT Squared. A animação foi ao ar a partir de 03 de abril de 2016, e foi exibida até 19 de julho de 2016.

## História
A história desenrola-se à volta de Machi, uma estudante do ensino médio que serve como donzela de santuário (miko) num santuário Shinto consagrado a um urso (kuma) numa certa montanha na região de Tohoku. O guardião de Machi é um urso falante chamado Natsu, e um dia Machi diz a Natsu: “Eu quero ir para uma escola na cidade”. O preocupado Natsu oferece então a Machi – que é relativamente ignorante sobre o mundo – um conjunto de testes nos quais ela deve passar a fim de mostrar ser capaz de sobreviver na cidade.

## Personagens
Machi Amayadori (雨宿 まち, Amayadori Machi)
Dublado por: Natsumi, Hioka
Ela é a protagonista da série, tem 14 anos, e é uma Miko (Sacerdotisa) de uma montanha em uma aldeia remota. Seu sonho é ir para a escola da cidade grande, pois ela acha a área rural muito chata, mas ela nunca deixou a aldeia antes na vida, e nunca fez amigos de sua idade.
Natsu Kumai (クマ井 ナツ, Kumai Natsu)
Dublado por: Hiroki Yasumoto
Natsu é um urso falante que vive com a Machi desde que ela era criança, e tenta dar o seu melhor para lidar com suas travessuras e mantê-la longe de problemas. Ele não gosta da ideia de Machi deixar a vila, preocupado com sua segurança.
Yoshio Amayadori (雨宿 良夫, Amayadori Yoshio)
Dublado por: Kazuyuki Okitsu
Yoshio tem 25 anos, primo da Machi. Ele trabalha no escritório da vila e tem o objetivo de revitalizar a vila.
Etsuko Amayadori (雨宿 エツ子, Amayadori Etsuko)
Dublado por: Kazue Minami
Etsuko é a tia de Machi e a mãe de Yoshio.
Fuchi Amayadori (雨宿 フチ, Amayadori Fuchi)
Dublado por: Ikuko Tani
Fuchi é a avó de Yoshio e Machi. Ela vive com Machi e Natsu, mas nunca foi mostrada na série.
Hibiki Sakata (酒田 響, Sakata Hibiki)
Dublado por: Eri Kitamura
Hibiki tem 24 anos, amiga de infância de Yoshio pelo qual tem uma paixão secreta, mas que nega. Ela gosta de fumar e ama andar de motocicleta. Ela também apresenta um comportamento agressivo para ocultar sua timidez (Tsundere).

## Referencias
1. ↑  «くまみこ». ComicWalker - 人気マンガが無料で読める！ (em japonês). Consultado em 5 de junho de 2022
2. ↑  Inc, Natasha. «「くまみこ」TVアニメ化、田舎コンプレックスの巫女と喋るクマ描くコメディ». コミックナタリー (em japonês). Consultado em 5 de junho de 2022
3. ↑  «Estreia de Kuma Miko: Girl Meets Bear - Noticias Anime United - As Melhores Notícias sobre Anime e Mangá». noticiasanimeunited.com. Consultado em 23 de junho de 2016